# Miguel Riscado
Miguel Riscado ou Miguel da Silva Riscado ou ainda Miguel Vaz Riscado, (Rio de Janeiro, 1645) foi um dos Sete Capitães dos Campos dos Goitacazes e figura notável na cidade.
Deixou viúva Estácia Raqueira e dois filhos: André da Mota Riscado e Arcângela Raqueixa, cujos nomes aparecem em antigas escrituras como proprietários na cidade e em suas cercanias. O quinhão de Miguel Riscado nos Campos dos Goitacazes foi posteriormente vendido pelos herdeiros ao mestre-de-campo Martim Correia Vasques, filho de Manuel Correia.